# Dwayne Johnson

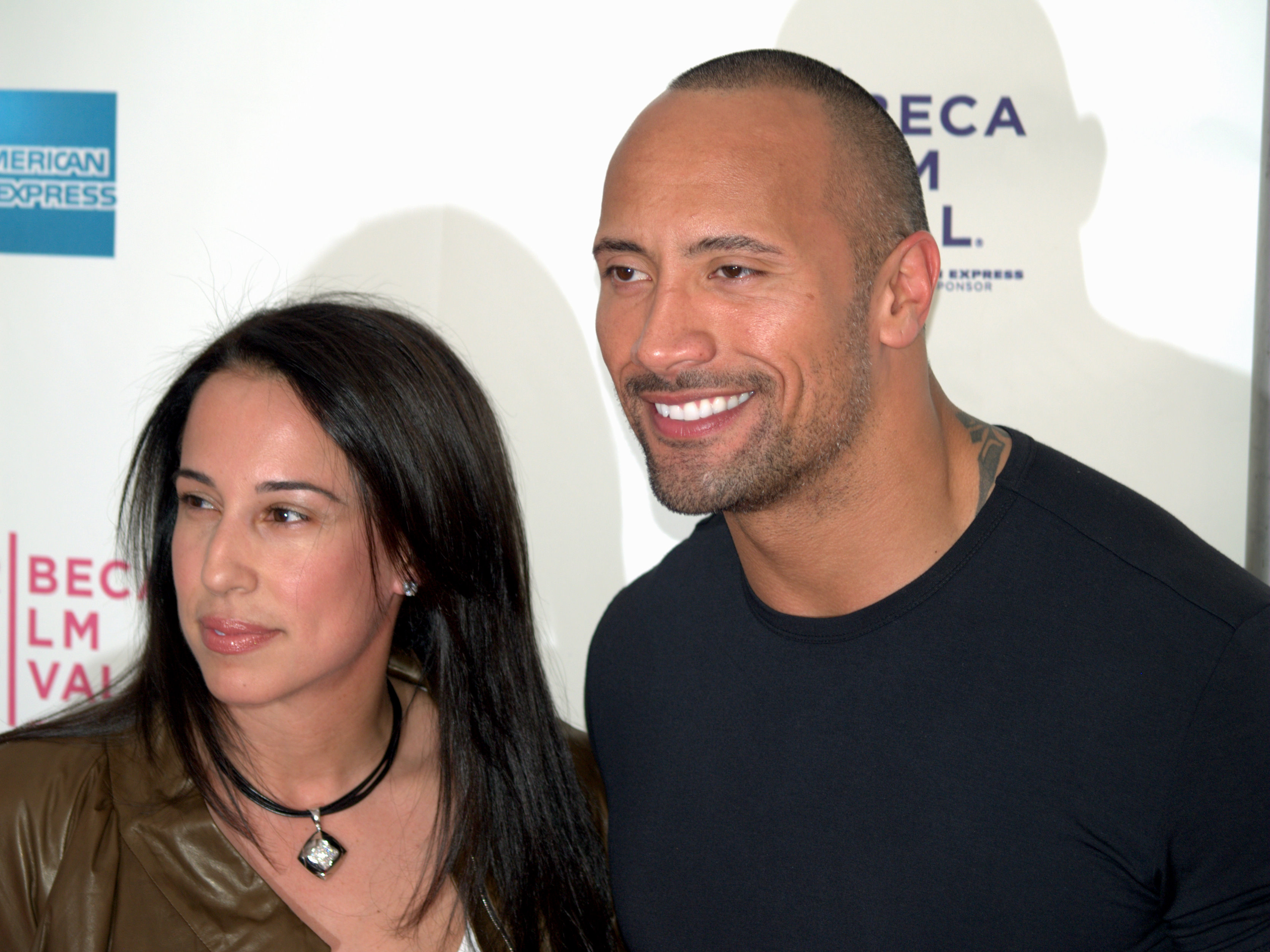
Dwayne Johnson se svou manželkou

Dwayne Douglas Johnson (* 2. května 1972, Hayward, Kalifornie, USA), také známý pod svoji zápasnickou přezdívkou „The Rock“, je americký herec, filmový producent, zpěvák a profesionální wrestler (po vzoru svého otce a dědy), který v současnosti opět působí ve WWE.
Pochází z rodiny zápasníků ve wrestlingu. Sám se také pod jménem The Rock dal na wrestling, kde také 7× zvítězil na mistrovství. Poté se jako herec dostal do role Škorpiona ve filmu Mumie se vrací po boku Brendana Frasera a poté účinkoval ve filmu Král Škorpion. Hrál rovněž v seriálech, jako jsou Kouzelníci z Waverly, v akčních filmech či komediích, jako jsou San Andreas nebo Pobřežní hlídka, a filmových sériích Rychle a zběsile a Jumanji.

## Osobní život
V roce 1997, přesněji den po jeho 25. narozeninách, 3. května, se oženil s Danny Garciou, s níž má dceru Simone Alexandru, která se narodila 14. srpna 2001. 1. června 2007 bylo oznámeno, že Johnson a Garcia se po 10 letech manželství rozvedli. Uvedli, že jejich rozvod byl přátelský a že se chystají strávit zbytek svého života společně, jako nejlepší přátelé.
Jeho autobiografie, kterou mu pomohl napsat Joe Layden, The Rock Says..., byla vydána v roce 2000 a debutovala na prvním místě v žebříčku bestsellerů od New York Times. Johnson je dobrý přítel s hercem a bývalým guvernérem Arnoldem Schwarzeneggerem.
Dne 18. srpna 2019 se oženil s Lauren Hashian na Havaji. Mají spolu dvě dcery: Jasmine, narozenou 16. prosince 2015 a Tianu Giu, narozenou 17. dubna 2018.

## Filmografie

### Film
| Rok  | Název                                 | Role                                       | Poznámka                                                    |
| ---- | ------------------------------------- | ------------------------------------------ | ----------------------------------------------------------- |
| 1999 | Gladiátoři 2000                       | sám sebe                                   | dokument                                                    |
| 2000 | Přesný zásah                          | pouliční zloděj                            |                                                             |
| 2001 | Mumie se vrací                        | Mathayus (král škorpion)                   |                                                             |
| 2002 | Král Škorpion                         | Mathayus (král škorpion)                   |                                                             |
| 2003 | Vítejte v džungli                     | Beck                                       |                                                             |
| 2004 | Kráčející skála                       | Chris Vaughn                               |                                                             |
| 2005 | Buď v klidu                           | Elliot Wilhelm                             |                                                             |
| 2005 | Doom                                  | Sarge                                      | film podle počítačové hry                                   |
| 2006 | Gang v útoku                          | Sean Porter                                |                                                             |
| 2007 | Policajti z Rena                      | agent Rick Smith                           |                                                             |
| 2007 | Apokalypsa                            | Boxer Santaros                             |                                                             |
| 2007 | Plán hry                              | Joe Kingman                                | poslední film, kde použil své wrestlingové jméno „The Rock“ |
| 2008 | Dostaňte agenta Smarta                | agent 23                                   |                                                             |
| 2009 | Útěk na Horu čarodějnic               | Jack Bruno                                 |                                                             |
| 2009 | Planeta 51                            | kapitán Charles „Chuck“ Baker              | pouze hlas                                                  |
| 2010 | Víla Zuběnka                          | Derek Thompson (víla Zuběnka)              |                                                             |
| 2010 | Why Did I Get Married Too?            | Daniel Franklin                            | neuveden v titulkách                                        |
| 2010 | Faster                                | Řidič                                      |                                                             |
| 2010 | Benga v záloze                        | detektiv Christopher Danson                |                                                             |
| 2010 | Zase ona!                             | letecký maršál                             | neuveden v titulkách                                        |
| 2011 | Rychle a zběsile 5                    | Luke Hobbs                                 |                                                             |
| 2012 | Cesta na tajuplný ostrov 2            | Hank Parsons                               | také producent                                              |
| 2013 | G.I. Joe 2: Odveta                    | Roadbock                                   |                                                             |
| 2013 | Rychle a zběsile 6                    | Luke Hobbs                                 |                                                             |
| 2013 | Pot a krev                            | Paul Doyle                                 |                                                             |
| 2013 | Snitch                                | Miriam „Miri“ Linky                        | také producent                                              |
| 2013 | Empire State                          | detektiv James Ransome                     |                                                             |
| 2014 | Hercules                              | herkules                                   |                                                             |
| 2015 | San Andreas                           | Ray                                        |                                                             |
| 2015 | Rychle a zběsile 7                    | Luke Hobbs                                 |                                                             |
| 2016 | Odvážná Vaiana: Legenda o konci světa | Maui (hlas)                                |                                                             |
| 2016 | Centrální inteligence                 | Bob Stone                                  | také producent                                              |
| 2017 | Rychle a zběsile 8                    | Luke Hobbs                                 |                                                             |
| 2017 | Pobřežní hlídka                       | Mitch Buchannon                            | také výkonný producent                                      |
| 2017 | Jumanji: Vítejte v džungli!           | Dr. Smolder Bravestone                     | také producent                                              |
| 2018 | Mrakodrap                             | Will Ford                                  | také producent                                              |
| 2018 | Rampage Ničitelé                      | Davis Okoye                                | také producent                                              |
| 2019 | Souboj s rodinou                      | Sám sebe                                   | také výkonný producent                                      |
| 2019 | Shazam!                               |                                            | výkonný producent                                           |
| 2019 | Rychle a zběsile: Hobbs a Shaw        | Luke Hobbs                                 | také producent                                              |
| 2019 | Jumanji: Další level                  | Dr. Smolder Bravestone                     |                                                             |
| 2020 | Expedice: Džungle                     | Francisco Lopez de Heradio / Kapitán Frank | také producent                                              |
| 2021 | Red Notice                            | John Hartley                               |                                                             |
| 2022 | Black Adam                            | Teth Adam / Black Adam                     |                                                             |
| 2022 | DC Liga supemažlíčků                  | Krypto, superhrdina (hlas)                 |                                                             |
| 2023 | The King                              | Král Kamehameha                            |                                                             |
| 2024 | San Andreas 2                         | Raymond Gaines                             |                                                             |
| 2024 | Big Trouble in Little China           | bude oznámeno                              |                                                             |
| 2024 | Red One                               | Callum Drift                               |                                                             |

### Televize
| Rok        | Název                           | Role              | Poznámka                                               |
| ---------- | ------------------------------- | ----------------- | ------------------------------------------------------ |
| 1999       | Zlatá sedmdesátá                | Rocky Johnson     | 1. série, 15. díl: That Wrestling Show                 |
| 1999       | Síť                             | Brody             | 1. série, 20. díl: Last Man Standing                   |
| 2000       | Saturday Night Live             | host              |                                                        |
| 2000       | Star Trek: Vesmírná loď Voyager | šampion           | 6. série, 15. díl: Tsunkatse                           |
| 2002       | Saturday Night Live             | host              |                                                        |
| 2007       | Cory in the House               | sám sebe          | 1. série, 21. díl: Never the Dwayne Shall Meet         |
| 2007       | Hannah Montana                  | sám sebe          | 2. série, 17. díl: Nepřestávej dokud nemáš telefon     |
| 2009       | Kouzelníci z Waverly            | sám sebe          | 2. série, 15. díl: Hodiny výtvarky                     |
| 2009       | Saturday Night Live             | host dabbie       |                                                        |
| 2010       | Transformers: Prime             | Skočil z útesu    | 1. série, 1. díl: Darkness Rising, 1. část; pouze hlas |
| 2010       | Griffinovi                      | sám sebe          | 8. série, 10. díl: Big Man on Hippocampus              |
| 2013       | The Hero                        | sám sebe          | producent                                              |
| 2014       | Wake Up Call                    | sám sebe          | 8 dílů, producent                                      |
| 2015–2019  | Hráči                           | Spencer Strasmore | hlavní role (47 dílů), také výkonný producent          |
| 2017       | Lifeline                        | sám sebe          | díl: „In 33 Days You'll Die“                           |
| 2019       | The Titan Games                 | moderátor         | také tvůrce a výkonný producent                        |
| 2021–dosud | Young Rock                      | Dwayne Johnson    |                                                        |

## Ve wrestlingu

### Ukončovací chvaty
- People's Elbow / Corporate Elbow
- Rock Bottom (Lifting side slam)
- Running shoulderbreaker – 1996

### Další chvaty
- Diving Crossbody
- Dropkick
- Float-over DDT
- Flowing snap DDT, někdy s kip-up
- Flying clothesline
- Powerslam – 1996–1999
- Running swinging neckbreaker
- Running thrust lariat
- Samoan drop
- Sharpshooter – použito jako úcta k Owenovi Hartovi po jeho smrti v roce 1999
- Snap overhead belly-to-belly suplex
- Spinebuster

### Manažeři
- Debra
- Vince McMahon
- Shane McMahon

### Přezdívky
- „People's Champion“
- „Brahma Bull“
- „Corporate Champion“
- „Great One“
- „Most Electrifying Man in Sports Entertainment“
- „Most Electrifying Man in All of Entertainment“
- Theme songy
  - World Wrestling Entertainment/Federation
    - Jako Rocky Malvia
    - THE Rock
      - „Destiny“ od Jima Johnstona (1996–1997)

    - Jako The Rock
      - „Nation Of Domination“ od Jima Johnstona (1997–1998)
      - „Do You Smell It“ od Jima Johnstona (1998–1999)
      - „Know Your Role“ od Jima Johnstona (26. září 1999–2. dubna 2001; 2004, 2007, 2008)
      - „Know Your Role“ od Method Man (2000)
      - „If You Smell...“ od Jima Johnstona (30. července 2001–20. února 2003)
      - „Is Cookin'“ od Jima Johnstona (23. února 2003–2. června 2003; 8. prosince 2003; 1. března 2004)
      - „Electrifying“ od Jima Johnstona (14. února 2011–současná doba)

## Šampionáty a ocenění
- Pro Wrestling Illustrated
  - PWI Zápas roku (1999) vs. Mankind v „I Quit“ zápase na Royal Rumble
  - PWI Zápas roku (2002) vs. Hulk Hogan na WrestleManii X8
  - PWI Nejpopulárnější wrestler roku (1999, 2000)
  - PWI Wrestler roku (2000)
  - 2. místo v žebříčku top 500 samostatných wrestlerů PWI 500 roku 2000
  - 76. místo v žebříčku top 500 samostatných wrestlerů „PWI Years“ roku 2003
- United States Wrestling Association
  - USWA Světový Tag Teamový šampion (2krát) – s Bartem Sawyerem
- World Wrestling Federation / World Wrestling Entertainment
  - WCW/Světový šampionát (2krát)
  - WWF/E šampionát (8krát)
  - WWF Mezinárodní šampionát (2krát)
  - WWF Tag Teamový šampionát (5krát) – s Mankindem (3), Undertakerem (1) a Chrisem Jerichem (1)
  - Royal Rumble (2000)
  - Cena Slammy Awards za Novou senzaci (1997)
  - Slammy Awards za Měniče hry roku (2011) – s Johnem Cenou
  - Slammy Awards za Hádejte kdo je zpět: Návrat roku (2011)
  - Šestinásobný Triple Crown šampion
- Wrestling Observer Newsletter
  - Nejlepší upoutávka pro podnik (1999–2000, 2011)
  - Nejlepší gimmick (1999)
  - Nejlepší rozhovory (1999–2000)
  - Největší charisma (1999–2002, 2011)
  - Největší zlepšení (1998)
  - Síň slávy Wrestling Observer Newsletter (2007)